# Polyrhachis triaena
Polyrhachis triaena é uma espécie de formiga do gênero Polyrhachis, pertencente à subfamília Formicinae.